# 孛端察儿
孛端察儿（?—?），传说为蒙古孛儿只斤氏的始祖，成吉思汗的十世祖。朵奔篾儿干和阿兰豁阿的幼子。
家族世居斡难河上源的不儿罕山，孛端察儿自幼沉默寡言，家人以为他傻，母亲阿兰豁阿却认为孛端察儿是儿子中最有出息的。阿兰豁阿死后，他四个哥哥分走了家产，孛端察儿一人在草原上流浪。孛端察儿捕获了一只雏鹰，将其养大，用它捕猎，成为草原上的英雄。后来他的哥哥投奔他，一起收服了一个没有首领的部落（即兀良哈），他们掳得大量奴隶、牲畜，势力渐盛，这就是蒙古部的开始。

## 子
- 札只剌歹（其掠来的孕妇所生遗腹子，札答阑氏的祖先，后裔有札木合）
- 巴阿里歹（巴阿林氏的祖先）
- 八林昔黑剌秃合必畜（正妻所生，其继承人）
- 沼兀列歹（沼兀列惕氏的祖先）[3]